# Gosaku
gosaku（ゴサク、1976年10月8日 - ）は、日本のプロレスラー。
タレントとしてはアオプロに所属（五所川原吾作名義）。

## 経歴
1993年11月21日、FMWより五所川原吾作としてデビュー。
2002年のFMW崩壊後、WEW・大日本プロレス・WMFで活動した。2007年WMFを退団。
2010年3月、ガッツワールド入団。2011年12月9日退団。
2015年5月17日、プロレスリングFREEDOMSの神威10周年記念大会に参戦、タッグマッチで神威と対戦し敗北。
2015年6月19日、故郷・青森にて「つがるプロレス」旗揚げの看板レスラーとして発足発表。2016年に退団。
2020年には大日本プロレスにスポット参戦。
2023年7月7日、青森県弘前市にある津軽弘前屋台村「かだれ横丁」に居酒屋「ホッピー道場539」を開店（現在は閉店済み）。
2023年10月より、青森県の芸能事務所アオプロにタレントとして所属。

## 得意技
- 吾作落とし
- サドンカッター
- サンドストーム
- サドンストームII

## タイトル歴
- WEW6人タッグ王座（第15代、パートナーは黒田哲広&TAKAみちのく）
- レッスルブレインヘビー級王座

## テーマ曲
- One Shot at Glory（ジューダス・プリースト）

## リングネーム
- 五所川原吾作
- gosaku
- アンダーテイカー吾作
- ミスター・ポーゴ（2代目）

ミスター・ポーゴ（初代）が1度目の引退（1996年）から復帰（1997年）の間にリングネームを譲り受けて一時的に名乗った。
- 工藤あづさ

性転換レスラー。
- バイオモンスターDNA

爬虫類のような鱗が特徴の全身プロテクターを装着していた。

## 映画出演
- 平成トンパチ野郎〜男はツラだよ〜（2009年）